# روبرت ريختر
روبرت ريختر (بالإنجليزية: Robert Richter)‏ هو مخرج أمريكي، ولد في 23 أكتوبر 1929 في نيويورك في الولايات المتحدة.

## وصلات خارجية
- روبرت ريختر على موقع IMDb (الإنجليزية)
- روبرت ريختر على موقع قاعدة بيانات الفيلم (الإنجليزية)